# 若瑟-马里亚·德·埃雷迪亚

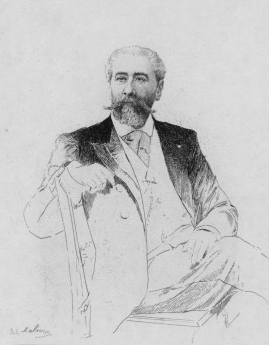
若瑟-马里亚·德·埃雷迪亚

若瑟-马里亚·德·埃雷迪亚（法語：José-Maria de Heredia，1842年11月22日—1905年10月3日），出生于古巴聖地亞哥-德古巴的法国诗人，高蹈派的代表人物之一。
埃雷迪亚的父亲为西班牙种植园主，母亲则是法国人。他在法国接受教育，曾在巴黎文献学校（École des Chartes）就读。埃雷迪亚以其杰出的十四行诗而知名。1893年，他的118首十四行诗与若干长诗一起结集为《锦幡集》（Les Trophées）出版，颇具影响力，这也成为了他的代表作品。1894年，当选法兰西学术院院士。1901年，出任阿瑟纳尔图书馆馆长。